# أنطونيو ريبيرو (عالم عقيدة)
أنطونيو ريبيرو (بالبرتغالية: António Ribeiro) (و. 1928 – 1998 م) هو عالم عقيدة، وكاهن كاثوليكي برتغالي، شارك في المجمع المغلق أكتوبر 1978، والمجمع المغلق أغسطس 1978، توفي في لشبونة، عن عمر يناهز 70 عاماً، بسبب سرطان.

## مناصب
تولى منصب كاردينال (5 مارس 1973–24 مارس 1998)
- أسقف كاثوليكي (منذ 17 سبتمبر 1967)
- أسقف عنواني  [لغات أخرى]‏
- Patriarch of Lisbon [الإنجليزية]‏
- أسقف مساعد  [لغات أخرى]‏[1]

.

## التعليم
تعلم في الجامعة الغريغورية الحبرية
.

## روابط خارجية
- أنطونيو ريبيرو على موقع مونزينجر (الألمانية)